# Кухня (сезон 1)
«Кухня» — российский комедийный сериал. Производство «Keystone Production» и «Yellow, Black and White» по заказу СТС. Сериал повествует о разных комичных и драматичных ситуациях внутри коллектива элитного ресторана французской кухни «Claude Monet» (Клод Моне), с 5 сезона — ресторана «Victor» (Виктор). Первый сезон транслировался с 22 октября по 22 ноября 2012 года на телеканале СТС, вышло 20 эпизодов.

## Сюжет
Максим Лавров — повар по призванию. Его мечта — стать знаменитым шеф-поваром. Поэтому после окончания кулинарного колледжа в родном Воронеже и службы в армии, он отправляется покорять Москву. Ему везёт, и его принимают на работу в шикарный ресторан, который принадлежит одной из звёзд шоу-бизнеса — Дмитрию Нагиеву. На кухне ресторана «правит» шеф-повар Виктор Петрович Баринов, а в зале — директор Виктория Сергеевна Гончарова, в которую влюбляется Лавров. Макс неплохо вписывается в коллектив поваров, а также у него появляется лучший друг — бармен Костя.

## Производство сезона
Съёмки сериала начались в июле 2012 года. Стал самым дорогим среди российских ситкомов — стоимость одной серии составляет 200 тысяч долларов (всего потрачено на первоначально планировавшиеся 40 серий 8 миллионов долларов, а стоимость покупки прав только на одну песню Beyonce составила порядка 1 млн рублей). Премьера состоялась 22 октября 2012 года на телеканале СТС в 21:00.

## Актёрский состав
- Марк Богатырёв — Максим Леонидович Лавров (Огузок), главный герой сериала. Приехал в Москву из Воронежа. Довольно харизматичный персонаж, легко добивающийся расположения женщин. Находчив и изобретателен, но в то же время легкомыслен и слабохарактерен, из-за чего часто попадает в сложные ситуации. Встречался с Викой (12—20 серии), пока не переспал с официанткой Сашей, находясь в сильном алкогольном опьянении.
- Дмитрий Назаров — Виктор Петрович Баринов, шеф-повар ресторана «Claude Monet» и по совместительству пьяница. Долгое время жил в Париже. Обладатель чрезвычайно скверного характера. Имеет пристрастие к алкоголю и азартным играм. Страстный болельщик московского футбольного клуба «Спартак». Часто делает крупные букмекерские ставки, что обычно заканчивается его проигрышем, в связи с чем постоянно влезает в долги.
- Елена Подкаминская — Виктория Сергеевна Гончарова, директор ресторана «Claude Monet», родственница шефа. Приехала в Москву из Калининграда. Уверенная в себе, независимая женщина, талантливый руководитель. Встречалась с Максом, пока он не изменил ей с Сашей.
- Дмитрий Нагиев — Дмитрий Владимирович Нагиев, хозяин ресторана «Claude Monet». Успешный актёр и шоумен. Друг Виктора Петровича. Женат на Кристине.
- Виктор Хориняк — Константин Константинович Анисимов, бармен ресторана, парень официантки Насти. Приехал в Москву из Красноярска. Обладает простым добродушным характером. Не умеет врать, особенно Насте. Несмотря на привлекательную внешность, имеет проблемы в общении с девушками.
- Ольга Кузьмина — Анастасия Степановна Фомина, официантка ресторана, девушка Кости. Вегетарианка и защитница прав животных и бездомных. Несколько наивна, сентиментальна и романтична.
- Сергей Епишев — Лев Семёнович Соловьёв (Лёва), су-шеф ресторана. Живёт с мамой и шефом, а также страдает заиканием. Добрый и вежливый человек. Правая рука и хороший друг Виктора Петровича.
- Сергей Лавыгин — Арсений Андреевич Чуганин (Сеня), повар-универсал, специалист по мясу. Лучший друг Феди. Любит разыгрывать сотрудников. А его привычка воровать продукты с кухни граничит с клептоманией. Приехал в Москву из Смоленска.
- Михаил Тарабукин — Фёдор Михайлович Юрченко (Федя), повар-универсал, специалист по рыбе. Лучший друг Сени. По поддельным документам гражданин Молдавии. Долгое время врал, что он бывший корабельный кок.
- Никита Тарасов — Луи Бенуа (Луи), повар-кондитер, француз из Прованса с нетрадиционной ориентацией. Любит болтать по телефону, при этом зачастую ссорится со своим возлюбленным из Франции.
- Жаныл Асанбекова — Айнура Жаннатбековна Кененсарова, уборщица-посудомойка из Бишкека, столицы Киргизии. Работает без разрешения на работу уже несколько лет.
- Екатерина Кузнецова — Александра Бубнова, официантка. Главная сплетница ресторана. Приехала в Москву из Харькова. В конце сезона переспала с Максом.
- Марина Могилевская — Елена Павловна Соколова, шефиня ресторана «Arcobaleno», конкурентка Виктора Петровича.
- Константин Чепурин — Родион Сергеевич Громов, бомж, долгое время живший во внутреннем дворе ресторана.
- Эльберд Агаев — Тимур Давидович, поставщик продуктов, старый знакомый Виктора Петровича Баринова.
- Елена Чернявская — Ангелина Ярославовна Смирнова, хостес ресторана Claude Monet.
- Мария Горбань — Кристина Семёновна Нагиева, жена Дмитрия Нагиева, до начала действия сериала — хостес ресторана Claude Monet.
- Юлия Такшина — Татьяна Сергеевна Гончарова, бывшая жена Виктора Петровича, мать Алисы, родная сестра Вики.
- Алиса Панченко — Алиса Викторовна Баринова, дочь Виктора Петровича и Татьяны, племянница Вики.
- Людмила Максакова — Вера Ивановна Соловьёва, мама Лёвы, врач-кардиолог.

### В эпизодах
- Алексей Колган — Николай Андреевич, владелец ресторана Arcobaleno и друг Нагиева.
- Кристина Чичерина — Виолетта, официантка ресторана Claude Monet.
- Виктория Лукина — официантка ресторанов Гюго и Claude Monet (1).
- Артур Иванов — Вадим, бывший парень Вики, прокурор, муж Эльвиры Умаровны (3).
- Вероника Патмалникс — Эльвира Умаровна, судья, гостья ресторана Claude Monet (3).
- Александр Карпиловский — полиграфолог (4).
- Анатолий Горячев — инспектор СЭС (6).
- Анна Асташкина — продавщица яблок на рынке (7).
- Надежда Подъяпольская — хозяйка Гектора, собаки породы ши-тцу, которую взяли Макс и Вика (8).
- Сергей Беляев — Михаил Кочетков, ресторанный критик (11).
- Роман Индык — работник типографии (11).
- Серафима Низовская — Диана, жена олигарха (14).
- Максим Важов — пожарный инспектор (16).
- Сергей Бурунов — Пётр Лановский, майор ФМС России, имеет прозвище «охотник на гастарбайтеров» (16).
- Татьяна Майст — Светлана Ивановна, хозяйка съёмной квартиры Кости и Насти (18).
- Михаил Сафронов — Игорь Валентинович, друг и бизнес-партнёр Дмитрия Нагиева. Хотел купить Claude Monet, ухаживал за Викой (19–20).
- Максим Студеновский — автор кулинарного шоу (20).

### Приглашённая знаменитость
- Бьянка — певица и блогер, посетитель ресторана «Claude Monet» (19).

## Описание серий
| № серии | Описание серии | Премьера        |
| ------- | --- | --------------- |
| 1       | Молодой повар Максим Лавров приезжает в Москву, чтобы устроиться в известный ресторан «Claude Monet». Однако, это оказывается непросто. Там он сталкивается с характером сурового шефа, насмешками коллектива и арт-директором Викой, с которой он встретился ночь назад. Она против того, чтобы он здесь работал, и пытается подставить его.                                               | 22 октября 2012 |
| 2       | Вика пытается добиться увольнения Макса. Её интриги приводят к тому, что у Макса появляется новый друг — бармен Костя. Шеф теряет свой любимый нож и отказывается готовить. | 23 октября 2012 |
| 3       | Шеф готовит банкет для судьи, которая лишила его прав на вождение автомобиля. Макс не может выполнить своё задание — убить гуся для банкета. Костя пытается помочь другу. Вику преследует настойчивый женатый поклонник. | 24 октября 2012 |
| 4       | Максу дают важное задание — приготовить обед для всего персонала кухни, но тот засыпает на ходу, так как всю ночь тусовался в клубе. Сеня и Федя не могут упустить возможность подшутить над новичком. Тем временем, Шеф узнаёт, что кто-то из ресторана хочет устроиться на работу к конкурентам. Бармену Косте нравится официантка Настя. Макс решает помочь другу наладить личную жизнь. | 25 октября 2012 |
| 5       | Макс пытается доказать Косте, что между ним и Настей ничего нет, но Настя уверена в обратном! Федя и Макс соревнуются, кто из них приготовит рыбу лучше. | 29 октября 2012 |
| 6       | Шеф готовится к приходу проверки из СЭС и организует уборку на кухне. Макс и Костя случайно выкидывают редкие дорогостоящие грибы. Чтобы исправить ошибку, друзьям приходится принять помощь бомжа Родиона Сергеевича и оказать ему ответную услугу. | 30 октября 2012 |
| 7       | Шеф обжигает рот уксусом, который тщетно пытался украсть Сеня, и не может оценить вкус собственного блюда. Он обращается к поварам за помощью, но уличает их во вранье. Максу приходится «конкурировать» с Настей за свободную комнату в квартире Кости. | 31 октября 2012 |
| 8       | Виктор Баринов заключает пари с шеф-поваром конкурирующего ресторана Еленой. Они спорят на то, что Елена и дня не сможет провести на кухне ресторана «Claude Monet». Также Нагиев просит Вику посидеть с его собакой, но это оказывается не так просто. | 1 ноября 2012   |
| 9       | Бывшая жена Шефа Татьяна приводит в ресторан их дочку Алису и просит Вику посидеть с ней. Но уследить за маленькой Алисой оказывается не так просто — даже для родного отца. Макс назначен помогать Луи, но вынужден замещать его. В итоге он постигает секреты кондитерского мастерства и не только. А дочь Шефа сообщает Максу, что Вика в него влюблена.                                 | 6 ноября 2012   |
| 10      | Шеф не хочет работать на телевидении, но хочет сделать крупную ставку на футбольный матч. Он не может достать необходимую сумму и использует деньги на закупку чёрной икры в надежде отыграться. Макс думает, что Вика в него влюблена, и начинает её избегать, из-за чего Вика врёт Максу, что беременна.                                                                                  | 7 ноября 2012   |
| 11      | Вике становится известно, что «Claude Monet» должен посетить ресторанный критик. Она пытается вычислить критика среди посетителей ресторана. Макс, тем временем, отстаивает свои кулинарные способности, Шеф — своё главенство на кухне, а Костя доказывает Насте, что он не трус. | 8 ноября 2012   |
| 12      | Чтобы поднять рейтинг ресторана, Вика пытается внедрить новые идеи, новые порядки и новое меню, а Шеф — отстоять старые. Это приводит к весьма непредсказуемым последствиям. Тем временем Макс добивается внимания Вики — упорно и небезрезультатно! | 12 ноября 2012  |
| 13      | Шеф ссорится с Еленой из-за парковочного места. Макс придумывает «ложь во спасение Вики», за которую ей же и приходится расплачиваться. Настя и Костя собираются перейти к «настоящей» близости в отношениях. | 13 ноября 2012  |
| 14      | Шеф «не в состоянии» провести выездной банкет — он оказывается сильно пьян! Спасти банкет от провала решается Макс. Оставшись на кухне за главного, Лёва получает возможность проявить себя в роли шефа. И это у него получается, пусть и не сразу… | 14 ноября 2012  |
| 15      | Вика предлагает Максу переехать к ней. Максу предстоит разобраться, готов ли он к совместной жизни. Костя остаётся в квартире наедине с Настей. Он наслаждается открывшимися возможностями, но постепенно понимает, что ему чего-то не хватает. Шеф вовсю пользуется добротой и мягкостью верного су-шефа и при этом подставляет его. Между давними приятелями начинается холодная война.   | 15 ноября 2012  |
| 16      | Из-за интриг Шефа и Елены друг против друга в «Claude Monet» нагрянула проверка из миграционной службы. Макс, тем временем, пытается вычислить рецепт «фирменного» паштета Шефа, но это не так просто, как кажется. | 19 ноября 2012  |
| 17      | Новым сезонным блюдом «от Шефа» становится блюдо от Сени. Хозяин и Шеф наносят «дружеский визит» в ресторан Елены, но Шеф настроен враждебно. Макса расстраивает, что Вика не хочет общаться с Настей и Костей, — он придумывает способ сблизить своих друзей. Правда, это приводит к довольно смешным казусам…                                                                             | 20 ноября 2012  |
| 18      | Косте и Максу повышают квартплату. Макс учит друга получать от бара левый заработок. Нагиев недоволен доходами ресторана и вводит режим строгой экономии, из-за чего увольняет нескольких работников кухни. | 21 ноября 2012  |
| 19      | В ресторан приходит Игорь — потенциальный новый владелец. Шеф пытается повлиять на решение Хозяина, возвращает на работу свою команду, а сам лишается работы на телевидении. Макс говорит Вике, что у них свободные отношения, но вскоре у него появляется повод пожалеть об этих словах.                                                                                                   | 22 ноября 2012  |
| 20      | Пьяная выходка Шефа грозит ему суровым наказанием Хозяина, но оборачивается праздником для всего коллектива. Макс готовит роскошный подарок для Вики, но в её день рождения преподносит ей совсем другой «сюрприз». Настя предлагает Косте перейти на «новую ступень отношений», но забывает уточнить — какую именно.                                                                       | 22 ноября 2012  |